# Grand Prix Formule 1 van Frankrijk 1994
De Grand Prix Formule 1 van Frankrijk 1994 werd gehouden op 3 juli 1994 op Magny-Cours.

## Verslag

### Kwalificatie
Damon Hill klopte Nigel Mansell in het gevecht voor de pole-position. Michael Schumacher startte vanop de derde plaats. Ferrari-rijders Jean Alesi en Gerhard Berger vertrokken vanop de vierde en vijfde plaats terwijl de Jordans van Eddie Irvine en Rubens Barrichello zich als zesde en zevende kwalificeren. Achter hen maakten Jos Verstappen, Mika Häkkinen en Heinz-Harald Frentzen de top-10 compleet.

### Race
Schumacher maakte een geweldige start en nam de eerste plaats over van Hill. Mansell reed derde na de start, in gevecht met de Ferrari van Alesi. Ze bleven in deze volgorde rijden tot Mansell in de achttiende ronde een pitstop maakte. Een aantal rijders hadden een twee-stop-strategie, anderen een drie-stop-strategie waardoor Rubens Barrichello een tijdje als derde reed, tot een probleem met een wielmoer tijdens zijn pitstop.
In de 35ste ronde kwam Alesi binnen voor de tweede van zijn drie pitstops, waardoor hij achter Berger terechtkwam. Twee ronden later maakte Schumacher zijn pitstop waardoor Hill de koppositie overnam. Vijf ronden later reed Schumacher opnieuw vlak achter Hill. Alesi spinde van de baan en gooide grind op de baan. Barrichello gleed hierover weg en reed tegen Alesi aan die opnieuw op de baan probeerde te komen. Berger kwam zo op de derde plaats te liggen tot zijn pitstop, waarna Mansell de derde plaats overnam. De Brit moest later echter opgeven met een transmissieprobleem.
Hill maakte zijn tweede pitstop en kwam 20 seconden achter Schumacher opnieuw op de baan. In de laatste ronden viel Häkkinen uit met een opgeblazen Peugeot-motor, waardoor Frentzen vierde werd. Een aantal ronden later gooide Ukyo Katayama zijn vijfde plaats weg na een spin, waardoor Christian Fittipaldi, Pierluigi Martini en Andrea de Cesaris gingen strijden voor de laatste punten. In de laatste ronde kwam Johnny Herberts Lotus nog dicht bij de punten, hij finishte een neuslengte achter de Cesaris.

## Uitslag
| Positie | Nummer | Rijder                | Team              | Ronden | Tijd/Opgave     | Startplaats | Punten |
| ------- | ------ | --------------------- | ----------------- | ------ | --------------- | ----------- | ------ |
| 1       | 5      | Michael Schumacher    | Benetton-Ford     | 72     | 1:38:36.2       | 3           | 10     |
| 2       | 0      | Damon Hill            | Williams-Renault  | 72     | +12.642         | 1           | 6      |
| 3       | 28     | Gerhard Berger        | Ferrari           | 72     | +52.765         | 5           | 4      |
| 4       | 30     | Heinz-Harald Frentzen | Sauber-Mercedes   | 71     | +1 Ronde        | 10          | 3      |
| 5       | 23     | Pierluigi Martini     | Minardi-Ford      | 70     | +2 Rondes       | 16          | 2      |
| 6       | 29     | Andrea de Cesaris     | Sauber-Mercedes   | 70     | +2 Rondes       | 11          | 1      |
| 7       | 12     | Johnny Herbert        | Lotus-Mugen-Honda | 70     | +2 Rondes       | 19          |        |
| 8       | 9      | Christian Fittipaldi  | Arrows-Ford       | 70     | +2 Rondes       | 18          |        |
| 9       | 32     | Jean-Marc Gounon      | Simtek-Ford       | 68     | +4 Rondes       | 26          |        |
| 10      | 4      | Mark Blundell         | Tyrrell-Yamaha    | 67     | +5 Rondes       | 17          |        |
| 11      | 20     | Erik Comas            | Larrousse-Ford    | 66     | Motor           | 20          |        |
| NF      | 3      | Ukyo Katayama         | Tyrrell-Yamaha    | 53     | Spin            | 14          |        |
| NF      | 7      | Mika Häkkinen         | McLaren-Peugeot   | 48     | Motor           | 9           |        |
| NF      | 2      | Nigel Mansell         | Williams-Renault  | 45     | Versnellingsbak | 2           |        |
| NF      | 27     | Jean Alesi            | Ferrari           | 41     | Botsing         | 4           |        |
| NF      | 14     | Rubens Barrichello    | Jordan-Hart       | 41     | Botsing         | 7           |        |
| NF      | 25     | Eric Bernard          | Ligier-Renault    | 40     | Versnellingsbak | 15          |        |
| NF      | 19     | Olivier Beretta       | Larrousse-Ford    | 36     | Motor           | 25          |        |
| NF      | 8      | Martin Brundle        | McLaren-Peugeot   | 29     | Motor           | 12          |        |
| NF      | 10     | Gianni Morbidelli     | Arrows-Ford       | 28     | Botsing         | 22          |        |
| NF      | 26     | Olivier Panis         | Ligier-Renault    | 28     | Botsing         | 13          |        |
| NF      | 31     | David Brabham         | Simtek-Ford       | 28     | Transmissie     | 24          |        |
| NF      | 6      | Jos Verstappen        | Benetton-Ford     | 25     | Spin            | 8           |        |
| NF      | 15     | Eddie Irvine          | Jordan-Hart       | 24     | Versnellingsbak | 6           |        |
| NF      | 24     | Michele Alboreto      | Minardi-Ford      | 21     | Motor           | 21          |        |
| NF      | 11     | Alessandro Zanardi    | Lotus-Mugen-Honda | 20     | Motor           | 23          |        |
| NQ      | 34     | Bertrand Gachot       | Pacific-Ilmor     |        |                 |             |        |

## Wetenswaardigheden
- Andrea de Cesaris en Pierluigi Martini scoorden hun laatste punten in de Formule 1.
- Nigel Mansell verving David Coulthard bij Williams

## Statistieken
| Pole-position | Damon Hill | Williams-Renault | 1:16.282 |
| Snelste ronde | Damon Hill | Williams-Renault | 1:19.678 |

1906 · 1907 · 1908 · 1912 · 1913 · 1914 · 1921 · 1922 · 1923 · 1924 · 1925 · 1926 · 1927 · 1928 · 1929 · 1930 · 1931 · 1932 · 1933 · 1934 · 1935 · 1936 · 1937 · 1938 · 1939 · 1947 · 1948 · 1949 · 1950 · 1951 · 1952 · 1953 · 1954 · 1956 · 1957 · 1958 · 1959 · 1960 · 1961 · 1962 · 1963 · 1964 · 1965 · 1966 · 1967 · 1968 · 1969 · 1970 · 1971 · 1972 · 1973 · 1974 · 1975 · 1976 · 1977 · 1978 · 1979 · 1980 · 1981 · 1982 · 1983 · 1984 · 1985 · 1986 · 1987 · 1988 · 1989 · 1990 · 1991 · 1992 · 1993 · 1994 · 1995 · 1996 · 1997 · 1998 · 1999 · 2000 · 2001 · 2002 · 2003 · 2004 · 2005 · 2006 · 2007 · 2008 · 2018 · 2019 · 2021 · 2022